# Kroženje
Króženje je poseben primer krivega gibanja, pri katerem se telo giblje po krožnici. Pravimo tudi, da je tir telesa krožnica. Kroženje je vedno pospešeno, saj tudi pri enakomernem kroženju na telo ves čas deluje pospešek v radialni smeri.
Kroženje je zgled centralnega gibanja. Gibanje opisuje veja mehanike, imenovana kinematika. V nebesni mehaniki se kroženje imenuje tudi revolucija.

## Matematični opis kroženja
Kroženje lahko v polarnem koordinatnem sistemu matematično opišemo s funkcijo:
{\displaystyle r=\mathrm {konst.} }
{\displaystyle \varphi =\varphi (t)}
Pri tem je r polmer krožnice, po kateri kroži telo, φ kot zasuka in t čas.
V kartezičnem koordinatnem sistemu pa kroženje opišemo s funkcijama:
{\displaystyle x(t)=r\cos \varphi (t)}
{\displaystyle y(t)=r\sin \varphi (t)}
Pri tem sta x(t) in y(t) odseka na abscisni in ordinatni osi.
Poznamo pozitivno in negativno smer kroženja (vrtenja). Pozitivna smer je določena z vrtenjem v nasprotni smeri urinega kazalca, negativna smer pa v smeri vrtenja urinega kazalca.

### Hitrost pri kroženju
Obodna hitrost v pri kroženju ima smer tangente na krožnico in je enaka odvodu poti s po času:
{\displaystyle v={\frac {ds}{dt}}}
Kotna hitrost je določena z odvodom kota zasuka po času:
{\displaystyle \omega ={\frac {d\varphi }{dt}}}
Pot s je povezana s kotom zasuka s konstantnim faktorjem r — polmerom kroženja. Zato tudi obodno in kotno hitrost povezuje zveza:
{\displaystyle v=r\omega }

### Pospešek pri kroženju
Pospešek pri kroženju ima v splošnem radialno in tangencialno komponento, pri enakomernem kroženju pa je tangencialna komponenta enaka nič.
Radialni pospešek pri kroženju je enak
{\displaystyle a_{r}=\omega ^{2}r}
Tangencialni pospešek je zmnožek kotnega pospeška in polmera kroženja:
{\displaystyle a_{t}=\alpha r}
Kotni pospešek je določen kot odvod kotne hitrosti po času:
{\displaystyle \alpha ={\frac {d\omega }{dt}}}

### Centripetalna sila
Radialni pospešek pri kroženju je posledica delovanja centripetalne sile {\displaystyle F_{c}}, ki leži na zveznici osišča in trenutne lege točke na krožnici in je usmerjena proti osišču. Skladno z drugim Newtonovim zakonom povezuje centripetalno silo in radialni pospešek. Zveza:{\displaystyle F_{c}=ma_{r}}.
En obhod v eni sekundi pomeni ferkvenco enega Herca

## Formule
{\displaystyle v=(2\,\pi \,r\,\nu )\div 1={\frac {2\,\pi \,r}{t_{0}}}}
kjer je {\displaystyle t_{0}} obodni čas, {\displaystyle \nu } pa frekvenca vrtenja z enoto Hz oziroma s{\displaystyle ^{-1}}.